# 15031 Lemus
A 15031 Lemus (ideiglenes jelöléssel 1998 VN28) a Naprendszer kisbolygóövében található aszteroida. A LINEAR projekt keretében fedezték fel 1998. november 10-én.